# Филип II Московски
Свети Филип II Московски (11. фебруар 1507 — 23. децембар 1569) је православни руски светитељ. Био је московски митрополит у 16. веку, током владавине Ивана Грозног. Био је један од ретких митрополита који су се отворено усуђивали да противрече краљевској власти и верује се да га је цар због тога убио. Поштован је као светац и мученик у Православној цркви.
Српска православна црква слави га 9. јануара по црквеном, а 22. јануара по грегоријанском календару.

## Биографија
Рођен је као Фјодор Стефанович Количов у једној од најплеменитијих бојарских породица Московије, у граду Галичу (у данашњој Костромској области). Међутим, према неким изворима, рођен је у Москви. Велики кнез Василиј III повео је младог Теодора на царски двор. Кажу да је Теодор од детињства био у пријатељским односима са Иваном IV Руским („Иван Грозни“).
Према другим причама, он је био умешан у заверу кнеза Андреја од Старице против Елене Глинске и, када су њихови планови откривени, побегао је у Соловецки манастир на Белом мору. Још један извештај каже да је његова одлука да се замонаши догодила у недељу 5. јуна 1537. године, док је стајао у цркви на Божанској Литургији, када је чуо Исусове речи: „Нико не може служити двојици господара“ (Матеј 6:24) . Према овом извештају, он је тајно напустио Москву обучен као мужик (сељак), а неко време се скривао далеко од света у селу Хизна, близу Оњешког језера, зарађујући за живот као пастир, а касније се придружио манастиру у Соловецк. У сваком случају, са 30 година ступио је у манастир на Соловцима, а годину и по касније је пострижен (положио монашки постриг), примивши религиозно име Филип. У манастиру је радио у ковачници гвожђа и као пекар.
Једанаест година касније, Филип је постављен за игумена (игумана) манастира. За време његовог мандата изградили су две катедрале, циглану, многе воденице и магацине и мрежу канала који повезују 72 језера. Прича се да је Филип учествовао у свим тим трудовима заједно са другим монасима. Као резултат тога, манастир је доживео духовни препород. Такође је усвојио ново монашко правило (Типик) за заједницу. Већина Филипових пројеката у Соловки опстаје до данас.
Цар је чуо за неуморног монаха и замолио га да попуни упражњену московску митрополију. Филип је пристао под условом да Иван укине Опричнину. 25. јула 1566. године Филип је посвећен за епископа и устоличен за митрополита московског и целе Русије. Међутим, након само две године, Иван Грозни је истрајао у убиствима под окриљем Опричнине. Током Великог поста, у Крстопоклону недељу, 2. марта 1568. године, када је цар дошао у саборни храм на Литургију, Филип је одбио да га благослови и јавно га је прекорио због покоља који је у току. Уследио је Новгородски масакр, а уследила је и Филипова осуда.
Иван је на крају свргнуо Филипа са функције подигавши невероватне оптужбе за чаробњаштво и раскалашен живот. Филип је ухапшен на Литургији у Успенском Саборном храму и затворен у прљаву келију манастира Теофаније (Богојавленски), окован ланцима, са тешком крагном око врата, и неколико дана узастопно је лишен хране. Потом је премештен и зазидан у манастир Отаца (манастир Отроч) у Тверу. У новембру 1568. цар је сазвао Свети синод, који је збацио Филипа. Годину дана касније, 23. децембра 1569. године, два дана пре Божића задавио га је царски слуга Маљута Скуратов у Отрочу. Као да је знао да му се приближава смрт, Филип је три дана раније затражио да се причести.
После његовог мучеништва, монаси из манастира Соловки тражили су дозволу да пренесу тело Светог Филипа у свој манастир. Када су отворили гроб, открили су да је тело архијереја нетрулено, и почела су да се јављају разна исцељења. Пренос његових посмртних остатака из Твера у манастир Соловки обављен је 1590. године.
Патријарх Никон је 1652. године наговорио цара Алексија да донесе Филипове мошти у Москву, где је касније исте године био прослављен (проглашен за свеца). Његово сећање се слави три пута годишње.

## Комеморација као светитељ
После његовог мучеништва, монаси из манастира Соловцки тражили су дозволу да пренесу тело Светог Филипа у свој манастир. Када су отворили гроб, открили су да је тело архијереја нетрулено, и почела су да се јављају разна исцељења. Пренос његових остатака из Твера у манастир Соловцки извршен је 1590. године.
Патријарх Никон је 1652. године наговорио цара Алексија да донесе Филипове мошти у Москву, где је касније исте године био прослављен (проглашен за свеца). Његов спомен празнује се три пута годишње:
- Његов главни празник пада 9. јануара (за оне цркве које прате традиционални јулијански календар, 9. јануар пада 22. јануара по савременом грегоријанском календару).
- Празник Преноса његових моштију празнује се 3. јула (16. јула).
- 5. октобра (18. октобра) слави се као један од Архијереја московских. Прославу посебног дана (Синаксиса) у част светих Петра, Алексија и Јоне као „митрополита и чудотвораца све Русије“ установио је патријарх Јов 1596. године. бити укључени са осталима.